# Telugu Nadu Trade Union Council
Telugu Nadu Trade Union Council ("Fackliga rådet för Telugu Nadu") är en facklig organisation i den indiska delstaten Andhra Pradesh, med sin största styrka i delstatens kustområden. Organisationen är det politiska partiet Telugu Desam Party närstående.